# Перхау-ам-Заттель
Перхау-ам-Заттель (нем. Perchau am Sattel) — коммуна в Австрии, в федеральной земле Штирия.
Входит в состав округа Мурау. Население составляет 303 человека (на 31 декабря 2005 года). Занимает площадь 19,39 км². Официальный код — 6 14 16.

## Политическая ситуация
Бургомистр коммуны — Маттеус Эсль (АНП) по результатам выборов 2005 года.
Совет представителей коммуны (нем. Gemeinderat) состоит из 9 мест:
- АНП занимает 6 мест;
- СДПА занимает 3 места.